# 國松淳和
國松 淳和(くにまつ じゅんわ、1977年 - )は、日本の内科医、医書書き。医療法人社団永生会南多摩病院総合内科・膠原病内科部長。日本リウマチ学会リウマチ専門医、日本内科学会総合内科専門医の資格を持つ。得意分野は、一般内科、不明熱・不明炎症の診療、自己炎症性疾患の臨床。
不定、不明、難治性な病態の診断・治療が専門といえば専門。著書に、『仮病の見抜きかた』（金原出版）、『ブラック・ジャックの解釈学 内科医の視点』（金芳堂）、『医者は患者の何をみているか プロ診断医の思考』（筑摩書房）などがある。

## 略歴
- 1977年8月26日、愛知県生まれ。
- 2003年、日本医科大学卒業後、同付属病院第2内科で初期研修。
- 2005年 - 2008年、国立国際医療センター膠原病科。
- 2008年 - 2011年、同センター国府台病院内科/リウマチ科。
- 2011年 - 2018年、同センター総合診療科。
- 2018年 -、医療法人社団永生会南多摩病院総合内科・膠原病内科。

## 論文
- Nakajima N; Kunimatsu J; Kashiwagi T; Asakawa M (2002). “A rare case of the lumbar ectopic kidney in Japanese adult”. J Nippon Med Sch 69 (6):  577-82. doi:10.1272/jnms.69.577. PMID 12646991 20231022閲覧。.

- Takahashi Y; Mizoue T; Suzuki A; Yamashita H; Kunimatsu J; Itoh K; Mimori A (2009). “Time of initial appearance of renal symptoms in the course of systemic lupus erythematosus as a prognostic factor for lupus nephritis”. Mod Rheumatol 19 (3):  293-301. doi:10.1007/s10165-009-0154-4. PMID 19277827 20231022閲覧。.

- Yanai H; Masui Y; Yoshikawa R; Kunimatsu J; Kaneko H (2010). “Dipeptidyl peptidase-4 inhibitor for steroid-induced diabetes.”. World J Diabetes 1 (3):  99-100. doi:10.4239/wjd.v1.i3.99. PMID 21537433 20231022閲覧。.
- Yanai, Hidekatsu; Okamoto, Seiko; Kunimatsu, Junwa (2010). “Autoimmune polyglandular syndrome type 3 complicated by mineralocorticoid-responsive hyponatremia of the elderly”. World Journal of Diabetes (Baishideng Publishing Group Inc) 1 (4):  135. doi:10.4239/wjd.v1.i4.135. PMC 3083890. PMID 21537439.
- Kunimatsu J; Ohmagari N; Yoshizawa A (2013). “Is Gram staining a diagnostic tool or a guide for optimal empirical therapy?”. Int J Infect Dis 17 (2):  e136. doi:10.1016/j.ijid.2012.06.003. PMID 22841547 20231022閲覧。.

- Hayakawa I; Kunimatsu J; Watanabe R; Kubota K; Yoshizawa A (2012). “Value of carotid artery tenderness for the early diagnosis of Takayasu arteritis.”. Intern Med 51 (24):  3431-4. doi:10.2169/internalmedicine.51.8414. PMID 23257534 20231022閲覧。.

- Kunimatsu J; Yoshizawa A (2013). “Insomnia from disease or disaster?”. Acad Med 88 (4):  436. doi:10.1097/ACM.0b013e3182854e2d. PMID 23531754 20231022閲覧。.

- Kunimatsu J; Yoshizawa A (2013). “Staphylococcal septic emboli in an injection drug user”. Intern Med 52 (14):  1659. doi:10.2169/internalmedicine.52.0513. PMID 23857107 20231022閲覧。.

- Yamamoto K; Kato Y; Shindo T; Ujiie M; Takeshita N; Kanagawa S; Kunimatsu J; Tamori Y et al. (2013). “Meningococcemia due to the 2000 Hajj-associated outbreak strain (Serogroup W-135 ST-11) with immunoreactive complications.”. Jpn J Infect Dis 66 (5):  443-5. doi:10.7883/yoken.66.443. PMID 24047748 20231022閲覧。.

- Sato T; Kunimatsu J; Maeda J; Kanehisa E; Watanabe R; Yoshizawa A (2014). “Diagnosis of late-onset Takayasu arteritis for elderly adults using fluorine-18 fluorodeoxyglucose positron emission tomography/computed tomography”. J Am Geriatr Soc 62 (12):  2363-4. doi:10.1111/jgs.13151. PMID 25516056 20231022閲覧。.

- Kutsuna S; Kato Y; Moi ML; Kotaki A; Ota M; Shinohara K; Kobayashi T; Yamamoto K et al. (2015). “Autochthonous dengue fever, Tokyo, Japan, 2014.”. Emerg Infect Dis 21 (3):  517-20. doi:10.3201/eid2103/141662. PMID 25695200 20231022閲覧。.

- Kutsuna S; Mezaki K; Nagamatsu M; Kunimatsu J; Yamamoto K; Fujiya Y; Mawatari M; Takeshita N et al. (2015). “Two Cases of Granulomatous Mastitis Caused by Corynebacterium kroppenstedtii Infection in Nulliparous Young Women with Hyperprolactinemia”. Intern Med 54 (14):  1815-8. doi:10.2169/internalmedicine.54.4254. PMID 26179543 20231022閲覧。.

- Sato T; Kunimatsu J; Watanabe R; Kato O (2016). “A Rare Cause of Multiple Bone Lesions: Metastasis or Not?”. Am J Med 129 (3):  e15-6. doi:10.1016/j.amjmed.2015.10.026. PMID 26551979 20231022閲覧。.

- Yaita K; Kunimatsu J. (2016). “Should Inflammatory Markers Be Used in the Diagnosis of a Fever of Unknown Origin?”. Intern Med 55 (10):  1405. doi:10.2169/internalmedicine.55.6389. PMID 27181560 20231022閲覧。.

- 國松淳和、前田淳子、渡邊梨里、加藤温、岸田大、矢崎正英、中村昭則「外来における不明熱の原因疾患としての家族性地中海熱の重要性」『日本臨床免疫学会会誌』第39巻第2号、日本臨床免疫学会、2016年、130-139頁、doi:10.2177/jsci.39.130、2023年11月8日閲覧。

- Hayakawa K; Nagashima M; Kanehisa E; Watanabe R; Kunimatsu J; Ohta K; Mutoh Y; Hashimoto T et al. (2018). “Real-time PCR investigation of the prevalence of Fusobacterium necrophorum in patients with pharyngitis in Japan.”. J Infect Chemother 24 (12):  969-974. doi:10.1016/j.jiac.2018.09.008. PMID 30316745 20231022閲覧。.

- Suzuki T; Takaya S; Kunimatsu J; Kutsuna S; Hayakawa K; Shibata H; Yasumi T; Ohmagari N (2020). “GATA2 mutation underlies hemophagocytic lymphohistiocytosis in an adult with primary cytomegalovirus infection.”. J Infect Chemother 26 (2):  252-256. doi:10.1016/j.jiac.2019.07.002. PMID 31350183 20231022閲覧。.

- Nomoto H; Ishikane M; Nakamoto T; Ohta M; Morioka S; Yamamoto K; Kutsuna S; Tezuka S et al. (2020). “Conjunctivitis, the key clinical characteristic of adult rubella in Japan during two large outbreaks, 2012-2013 and 2018-2019”. PLoS One 15 (4):  e0231966. doi:10.1371/journal.pone.0231966. PMID 32330153 20231022閲覧。.

- Kubota K; Tanaka N; Miyata Y; Ohtsu H; Nakahara T; Sakamoto S; Kudo T; Nishiyama Y et al. (2021). “Comparison of 18F-FDG PET/CT and 67Ga-SPECT for the diagnosis of fever of unknown origin: a multicenter prospective study in Japan.”. Ann Nucl Med 35 (1):  31-46. doi:10.1007/s12149-020-01533-z. PMID 33037581 20231022閲覧。.

## 書籍
- 『レジデントのための呼吸器内科ポケットブック』(共著)中山書店。2012年。ISBN 978-4521734569。
- 『呼吸器内科 薬のルール73! (レジデントのための薬物療法)』(共著)中山書店。2013年。ISBN 978-4521737737。
- 『内科で診る不定愁訴 Dr. Kの診断マトリックスでよくわかる不定愁訴のミカタ もう苦手じゃない！』（加藤温が監修）中山書店。2014年。ISBN 978-4-521-73996-0。
- 『Fever 発熱について我々が語るべき幾つかの事柄』（大曲貴夫、狩野俊和、忽那賢志、佐田竜一と共著）金原出版。2015年。ISBN 978-4-307-10170-7。
- 『はじめての学会発表症例報告 レジデントがはじめて学会で症例報告をするための8scene』中山書店。2016

年。ISBN 978-4-521-74368-4。
- 『ニッチなディジーズ あなたがみたことのない病気を診断するための講義録』金原出版。2017年。ISBN 978-4-307-10184-4。
- 『外来で診る不明熱Dr.Kの発熱カレンダーでよくわかる不明熱のミカタ どうする？繰り返す発熱！』中山書店。2017年。ISBN 978-4-521-74539-8。
- 『あなたも名医！外来でよく診るかぜ以外のウイルス性疾患 自らウイルス性疾患の診療を実践するために』日本医事新報社。2018年。ISBN 978-4-7849-6654-7。
- 『「これって自己炎症性疾患？」と思ったら 疑い、捉え、実践する』金芳堂。2018年。ISBN 978-4-7653-1753-5。
- 『臨床医のための 膠原病・リウマチ疾患と妊娠・授乳ハンドブック』(共著)南山堂。2019年。ISBN 978-4525234614。
- 『病名がなくてもできること 診断名のない3つのフェーズ 最初の最初すぎて診断名がない あとがなさすぎて診断名がない 不明・不定すぎて診断名がない』中外医学社。2019年。ISBN 978-4-498-01020-8。
- 『仮病の見抜きかた』金原出版。2019年。ISBN 978-4-307-10197-4。
- 『精神症状から身体疾患を見抜く』（尾久守侑が著者、國松淳和は内田裕之と共に監修）金芳堂。2020年。ISBN 978-4-7653-1821-1。
- 『不明熱・不明炎症レジデントマニュアル』医学書院。2020年。ISBN 978-4-260-04201-7。
- 『ブラック・ジャックの解釈学 内科医の視点』金芳堂。2020年。ISBN 978-4-7653-1828-0。
- 『Kunimatsu’s Lists 國松の鑑別リスト』中外医学社。2020年。ISBN 978-4-498-01024-6。
- 『また来たくなる外来』金原出版。2020年。ISBN 978-4-307-10200-1。
- 『コロナのせいにしてみよう。シャムズの話』金原出版。2020年。ISBN 978-4-307-10203-2。
- 『医者は患者の何をみているか プロ診断医の思考』ちくま新書。2020年。ISBN 978-4-480-07354-9。
  - 2022年、城西大学の入試（一般選抜B日程、2022年2月1日実施）に使用された。
- 『診察日記で綴るあたしの外来診療』丸善出版。2021年。ISBN 978-4-621-30604-8。
- 『ぶった斬りダメ処方せん オニマツ現る！』金原出版。2021年。ISBN 978-4-307-10207-0。
- 『本質の感染症』（著者は岩田健太郎、巻末に特別対談）中外医学社。2021年。ISBN 978-4498021389。
- 『消化器疾患のゲシュタルト』(共著)金芳堂。2022年。ISBN 978-4765319058。
- 『思春期、内科外来に迷い込む』（尾久守侑と共著）中外医学社。2022年。ISBN 978-4-498-02098-6。
- 『不明熱のエッセンス』中外医学社。2022年。ISBN 978-4-498-01026-0。
- 『ステロイドの虎』金芳堂。2022年。ISBN 978-4-7653-1907-2。
- 『医療のトリセツ: 36人の専門家が本気で考えたやさしい医療のカタチ』（共著）ネコノス。2023年。ISBN 978-4910710112。
- 『研修医サバイバルブック』(共著)中外医学社。2023年。ISBN 978-4498148420。
- 『國松の内科学』金原出版。2025年。
  - 金原出版150周年を記念し、単著で執筆中。

## 新聞

### 連載
- 「病気と医者と患者と私」(連載)　河北新報、山形新聞、静岡新聞、北日本新聞、京都新聞、神戸新聞、陸奥新報、岩手日日新聞、東愛知新聞など30紙.
- 「多重服薬の副作用防げ　八王子市が動画公開　医師と薬剤師が解説」東京新聞.

## 雑誌

### 企画
- 「特集 実地医家が楽しく学ぶ「熱」「炎症」、そして「免疫」――街場の免疫学・炎症学」(Overview 國松淳和)『総合診療』32巻1号, 2022年1月.
- 「特集 全身疾患としての乾癬」（企画 國松淳和）『臨床雑誌内科』129巻1号, 2022年1月.
- 「特集 “思春期内科”―大人でも子どもでもない患者を診る」（企画 國松淳和）『臨床雑誌内科』131巻3号, 2023年3月.
- 「特集 総合内科医としてのインプレッシブ・ケース集―総合内科医はいるのか？」（企画 國松淳和）『臨床雑誌内科』133巻1号, 2024年1月.

### 連載
- 「[臨床小説]後悔しない医者」(連載)『総合診療』30巻4号, 2020年4月 - 33巻3号, 2023年3月.
- 「患者をみる技術」(連載)『エキスパートナース』37巻4号, 2021年4月 - 39巻3号, 2023年3月.
- 「内科医が精神科のくすりを処方する。」(連載)『臨床雑誌内科』131巻1号, 2023年1月 -
- 「症候学：症状から察する技術」(連載)『エキスパートナース』39巻4号, 2023年4月 -

### 記事
- 「精神症状に低血圧・低血糖をともなった一例--国立国際医療センター国府台病院 精神科カンファレンスから」『国立医療学会誌』64巻3号, 2010年3月, pp.224～229.
- 「症例報告 幻覚妄想状態を呈し甲状腺腫大のある26歳女性」『日本未病システム学会雑誌』18巻3号, 2012年, pp.25-30.
- 「ドイツっぽくない麻疹」『JIM』24巻8号, 2014年8月, pp.719-723.
- 「高齢者の感染症診療のコツとピットフォール」『臨床雑誌内科』114巻5号, 2014年11月, pp.825-833.
- 「『何でもみれるスーパーDr』という虚像にさようなら : 知的好奇心に忠実な内科医を目指す」『日本病院総合診療医学会雑誌』8巻2号, 2015年6月, pp.30-32.
- 「成人風疹の臨床像」『血液内科』71巻3号, 2015年9月, pp.367-370.
- 「本当にCrohn病なのか？」『総合診療』25巻10号, 2015年9月, pp.858-862.
- 「不定愁訴とCRP」『治療』97巻11号, 2015年11月, pp.1533-1537.
- 「成人の麻疹・風疹にどう対応するか」『臨床雑誌内科』116巻6号, 2015年12月, pp.1097-1101.
- 「結節性紅斑」『Medical Practice』33巻3号, 2016年3月, pp.336-337.
- 「身体診察から不明熱を切る」『Modern Physician』36巻4号, 2016年4月, pp.303-307.
- 「不明熱の解明に利用できる最新の検査とその限界─FDG-PET／CTを中心に─」『Medical Practice』33巻7号, 2016年7月.
- 「感染症と間違いやすい非感染性疾患のとらえ方」『月刊薬事』58巻12号, 2016年9月, pp.2681-2684.
- 「感染症以外の疾患の見抜き方(2)」『総合診療』27巻4号, 2017年4月, pp. 463-466.
- 「コルヒチン for FMF」『Modern Physician』37巻4号, 2017年4月.
- 「私と推論─不明熱・不定愁訴のような診断の難しい症状・疾患をどう診断しているか」『総合診療』27巻8号, 2017年8月, pp.1124-1128.
- 「不定愁訴と骨関節」『medicina』54巻13号, 2017年12月, pp.2280-2284.
- 「日本の筋骨格疾患診療のあり方について」『臨床雑誌内科』121巻3号, 2018年3月, pp.511-519.
- 「菊池病の臨床診断」『Modern Physician』38巻5号, 2018年5月.
- 「多彩な訴え」『臨床雑誌内科』122巻3号, 2018年9月.
- 「ベンゾジアゼピン依存症、どう対応する？」『総合診療』29巻2号, 2019年2月, pp.169-173.
- 「長い長い経過のなかでくり返す症状・症候を切りとる」『Gノート』6巻7号, 2019年10月, pp.1083-1088.
- 「不明熱についてのちょっとだけマニアな話」「不明熱となりうる自己炎症性疾患」「コルヒチンで治療中の家族性地中海熱の患者（33歳女性）に生じた遷延性の発熱と腹痛」『medicina』56巻11号, 2019年10月, pp.1714-1720, 1805-1809, 1817-1819.
- 「膠原病｜「診たことのない疾患を診断する」ということの知的興奮を感じられる偉大な文献を訪ねる」『総合診療』30巻5号, 2020年5月, pp.543-545.
- 「膠原病・慢性炎症性疾患 「除外とは何か」も考えよう! 疲労・倦怠感の鑑別の難しさ」『総合診療』30巻7号, 2020年7月, pp.848-851.
- 「コロナと人 全部、コロナのせいにしてみよう」『エキスパートナース』36巻11号, 2020年9月, pp.54-57.
- 「聞いてみよう 薬剤師の知りたいこと 知っておきたいシャムズの話」『調剤と情報』26巻13号, 2020年10月, pp.2293-2298.
- 「機能性高体温症の臨床」『心身医学』60巻3号, 2020年, pp.227-233.
- 「日常生活に活かすための症例報告の読み方」『検査と技術』49巻1号, 2021年1月, pp.16-19.
- 「感染症ミミック③ 繰り返された熱の結末?/?長くて疑えない?/?見えなかった病歴」『medicina』58巻5号, 2021年4月.
- 「自己炎症性疾患 〜これだけは押さえておきたい自己炎症性疾患のイロハ」『シリーズＧノート』1号, 2021年10月.
- 「日本の医療のゆくえを占う」『臨床雑誌内科』128巻6号, 2021年12月, pp.1120-1253.
- 「乾癬の内科疾患という側面」『臨床雑誌内科』129巻1号, 2022年1月, pp.125-131.
- 「MUSと器質的疾患－自分との戦い：自分を制御する技法」『総合診療』32巻11号, 2022年11月, pp.1307-1310.
- 「家族性地中海熱」『臨床雑誌内科』131巻1号, 2023年1月, pp.58-62.
- 「マニュアルを置いて“臨床小説”を読もう?論文では表せない「臨床医」の思考や姿勢」『総合診療』33巻4号, 2023年4月, pp.387-397.
- 「ミミッカーに騙されないための方略とは」『medicina』60巻10号, 2023年9月, pp.1576-1583.
- 「Challenger-挑戦者-」『DOCTOR'S MAGAZINE』, 2024年3月.
- 「❺ラベンダーサイン」『総合診療』34巻9号, 2024年9月, pp.1019-1021.

## Web

### 連載
- 「国立国際医療研究センター臨床カンファレンス」（日本医事新報社）2018年5月 - 12月
- 「國松淳和の『内科学会雑誌、今月何読みましたか？（何読み）』」（note）2019年8月 -
- 「國松淳和の『患者を磁石のように惹き付ける初診外来術』」(日経メディカル) 2019年9月 -

### 行政
- 「適正な服薬を心がけましょう」（八王子市）2024年8月19日

### 記事
- 「第2章〈エッセイ〉イマドキ医師は、私たちが学んだようには学ばない」（日本医事新報社）2019年12月19日
- 「ブラック・ジャックが医学書に！著者 國松医師の意外な素顔」（m3）2020年7月29日
- 「なぜいま、ブラック・ジャックがアツいのか―國松淳和氏談」（m3）2020年8月5日
- 「國松医師語る『卓抜した臨床医に共通していること』」（m3）2020年8月12日
- 「”2列目”のコロナ対応」（Yahoo!ニュース）2020年12月18日
- 「『コロナ、お前すげーわ』現場医師が見た5つの ”新型コロナ、ここがすごい”」（Yahoo!ニュース）2021年1月12日
- 「『コロナよ、お前はすごくない』 ”コロナ、お前すげーわ” の医師が示す新型コロナ4つの弱点」（Yahoo!ニュース）2021年1月18日
- 「無名のコロナファイターたちを、知っていますか？『お前らもすげーわ』」（Yahoo!ニュース）2021年1月25日
- 「コロナにかかって隔離期間が明けたあとの話 ”Covid-19 Aftermath” -前編-」（Yahoo!ニュース）2021年1月30日
- 「コロナにかかって隔離期間が明けたあとの話 ”Covid-19 Aftermath” -後編-」（Yahoo!ニュース）2021年2月1日
- 「今、マスクを外すとき！ マスクなしでもよゆーな場面」（Yahoo!ニュース）2021年2月12日
- 「医療不信があり自分の症状を証明したいとドクターショッピングを繰り返している知人の相談への返答」（Yahoo!ニュース）2021年2月27日
- 「40代女性、今後訪れるであろう更年期の不調についての情報が欲しいです という投稿へのお返事的書簡」（Yahoo!ニュース）2021年2月28日
- 「第8走者：國松淳和先生【内科医】」（金芳堂、note）2021年8月2日

## 出演

### TV
- 「『風疹を止めよう』 緊急セミナーを開催 東京」NHKニュース7。2013年3月30日。
- 「名医とつながる！たけしの家庭の医学」テレビ朝日。2019年8月6日。
- 「【「#コロナ、お前すげーわ」ナゼ？現役医師が発信】」news zero。2021年1月13日。
- 「首都圏情報 ネタドリ！ 『コロナ自粛をがんばる ひとりひとりにエールを』」NHK総合。2021年2月19日。
- 「ミスから始まるミステリー～ドラマで学ぶ危機回避術～」（ショートドラマの医療監修）朝日放送テレビ。2022年4月23日。

### 一般誌
- 「女性の不調Q&A 今、気になるカラダのこと。」an・an1947号。2015年3月18日。
- 「大人が重症化する『春の感染症』」（日経Gooday）2015年4月9日
- 「医師が本気で推奨！『なんでもコロナのせいにする』驚きの精神的効果」(FRaU)2020年8月27日
- 「コロナ禍で不安を覚える日本人に医師が伝える『不真面目のススメ』」(FRaU)2020年8月28日
- 「感染不安で心身に不調を来した患者を大勢診察した医師が語る「コロナストレス」の乗り切り方」(週刊プレイボーイ)2021年3月22日
- 「コロナ禍、怒りっぽくなった？おかしい…の前に声かけて」(朝日新聞)2021年7月18日
- 「『あなたはすごい！』と言わせてください！──田中さん、國松さん、渡名喜さん、サコさん、そして、読者のみなさんへ【國松編】」(GQ JAPAN)2021年8月1日

### 音声
- 「國ラヂオ」（YouTube)2020年4月 -
- 「これってシャムズ？（これシャム）」（YouTube)2020年7月 -
- 「オニマツにきいてみよう！」（YouTube、Twitterスペース、公開収録)2021年7月 -
- 「エキナススペース」（Twitterスペース)2022年9月 -

### トークイベント
- 「金原出版創業140周年　特別記念講演『プロフェッショナルが贈る　明日から役立つ内科診療ベストライブ』」紀伊国屋書店新宿南店（紀伊國屋サザンシアター）。2015年4月30日。
- 「仮病の見抜きかた ～医師は患者のどこを見ているのか～」豊橋市民センター（カリオンビル）。2019年7月7日。
- 「仮病の見抜きかた ～医師は患者のどこを見ているのか～」ジュンク堂書店池袋本店。2019年9月28日。
- 「臨床医クニマツと病理医ヤンデルの『診断ってなんですか？』」三省堂書店神保町本店。2020年1月16日。
- 「『オニマツにきいてみよう！』ラヂオ公開収録！」紀伊国屋書店新宿本店。2023年11月1日。
- 「『オニマツにきいてみよう！』ラヂオ公開収録！第２弾」紀伊国屋書店新宿本店。2024年2月7日。
- 「『オニマツにきいてみよう！』ラヂオ公開収録！第３弾」紀伊国屋書店新宿本店。2024年5月8日。
- 「『病気であって病気じゃない』（金原出版）刊行記念　著者・尾久守侑さん×ゲスト・國松淳和さんトークイベント」紀伊国屋書店新宿本店。2024年7月14日。
- 「『オニマツにきいてみよう！』ラヂオ公開収録！第４弾」紀伊国屋書店新宿本店。2024年8月7日。

### 配信
- 「フィーバー國松の不明熱コンサルト」(CareNeTV)2015年10月 - 2016年2月
- 「国立国際医療研究センター総合診療科presents 内科インテンシブレビュー2017」(CareNeTV)2017年4月 - 2017年8月
- 「Dr.國松とDr.ヤンデルの大真面目コロナトーク」(CareNeTV)2020年4月
- 「Dr.國松とDr.ヤンデルの『また来たくなる外来』トーク ～コロナ禍でもうまくやる外来ノウハウ」(CareNeTV)2020年7月
- 「内科医が話すストレスと自律神経の話 ＃SNS医療のカタチONLINE vol.10」(YouTube)2020年7月12日
- 「ディジーズ・バー」(CareNeTV)2021年3月 - 2021年12月
- 「ディジーズ・バー2」(CareNeTV)2022年11月 -
- 「エキスパートナースONLINEフェス2023」(YouTube)2023年3月18日

### 講演
- 「どうも感染症じゃないんだよな、のその後で：現代版pseudosepsisと非感染性炎症性疾患について～総合内科医からの不快な指摘～」（第４回東京感染症サミット）2019年8月24日
- 「オニマツ処方箋セミナー」（適々斎塾）2021年7月17日
- 「第7回合水塾 医学のススメ ブラック・ジャックの解釈学」（適々斎塾）2021年10月2日
- 「症候学セミナー Kunimatsu's Listの楽しみ方」（適々斎塾）2022年1月22日
- 「症例から学ぶGeneral Medicine」（適々斎塾）2022年6月19日
- 「本のトリセツを著者自らが熱く語る！！ ステロイドの虎」（適々斎塾）2022年9月3日
- 「Dr.國松の外来技法2022」（適々斎塾）2022年10月23日
- 「Fever國松のコロナ禍で浮き彫りになったシン・不明熱『機能性高体温症』」（ケアネットまつり2023）2023年9月24日
- 「器質？心因？振り返り/膠原病とそのMimics 「器質か心因か」の症例を説き解す ?公開振り返り～」（適々斎塾）2023年11月18日
- 「実地医家のための外来診療をあと一歩向上させるために」（日本メディカルスキルアップ）2024年1月8日
- 「不明熱診療Up to date」（日本感染症学会）2024年6月27日

他多数

## エピソード
- 國祭り2020

```
2020年
春に専門書4冊の新刊刊行と雑誌連載開始を成し遂げたことに対し、
医学書院
・金原出版・金芳堂・
中外医学社
・
中山書店
の5社の医学出版社が國松の平穏無事を祈り祭った。
[
3
]
```

- 國松淳和賞

```
「傑作なのにその割に見すごされ、実用書などには売り上げは及ばずベストセラーとかには縁がなかった医学書、あるいは本来はもっと売れていい医学書」に与えられる賞。
2020年
より毎年年末開催。
```

- 2023年1月1日、「國松淳和」ジャンルになる。三省堂書店名古屋本店、くまざわ書店辻堂昭南モール店など。

- ”#朝雑感”を不定期でつぶやいている（Twitter）[4]

- ロン毛の方向性はみうらじゅん[5]

- 着道楽。布好き。[6]

- 毎年クリスマスシーズンには國サンタが執り行われる。[7]